# SS Zealandia
El SS Zealandia fue un barco de vapor australiano de uso mixto, para carga y pasajeros.

## Construcción
El astillero John Brown & Company de Clydebank, Escocia, construyó el Zealandia para la compañía Huddart Parker & Co de Melbourne, su quilla fue colocada el 20 de noviembre de 1909 y fue completado en mayo de 1910. 
Tenía 21 hornos que calentaban siete calderas que suministraron vapor a dos motores navales de cuatro cilindros. Cada uno de los cuales impulsaba un hélice, ventilados por un único embudo. Tenía 125 metros de eslora, 16,7 m de manga y una profundidad 23,4 metros.

## Barco mercante
Entre 1910-13, fue fletado por Union Steam Ship Company de Nueva Zelanda principalmente para su uso en la ruta a través de Tasmania. 
Realizó viajes a Fremantle y Vancouver. Huddart Parker utilizó al Zealandia en la ruta Melbourne-Fremantle.

## Primera Guerra Mundial
En mayo de 1918, el Zealandia fue requisado como buque de tropas aliado. Fue uno de los barcos utilizados para transportar a la Fuerza Expedicionaria estadounidense desde la costa este de los Estados Unidos hasta Francia. Después del armisticio, llevó tropas en la ruta Liverpool-Sídney. En 1919, retomó su papel comercial con la Huddart Parker.

## Segunda Guerra Mundial
Fue usado como transporte de tropas. El 29 de junio de 1940, el Zelandia embarcó parte de la 8.ª División australiana, el 2/21.º Batallón, en Sídney y la llevó junto con otras unidades a Darwin.
El Zealandia transportó otra parte de la 8.ª División australiana, el 2/22.º Batallón, a Rabaul, saliendo de Sídney el 19 de abril de 1941. Después de ese viaje, el Zealandia fue a Numea, Nueva Caledonia y transportó tropas de la Francia Libre a Sídney.

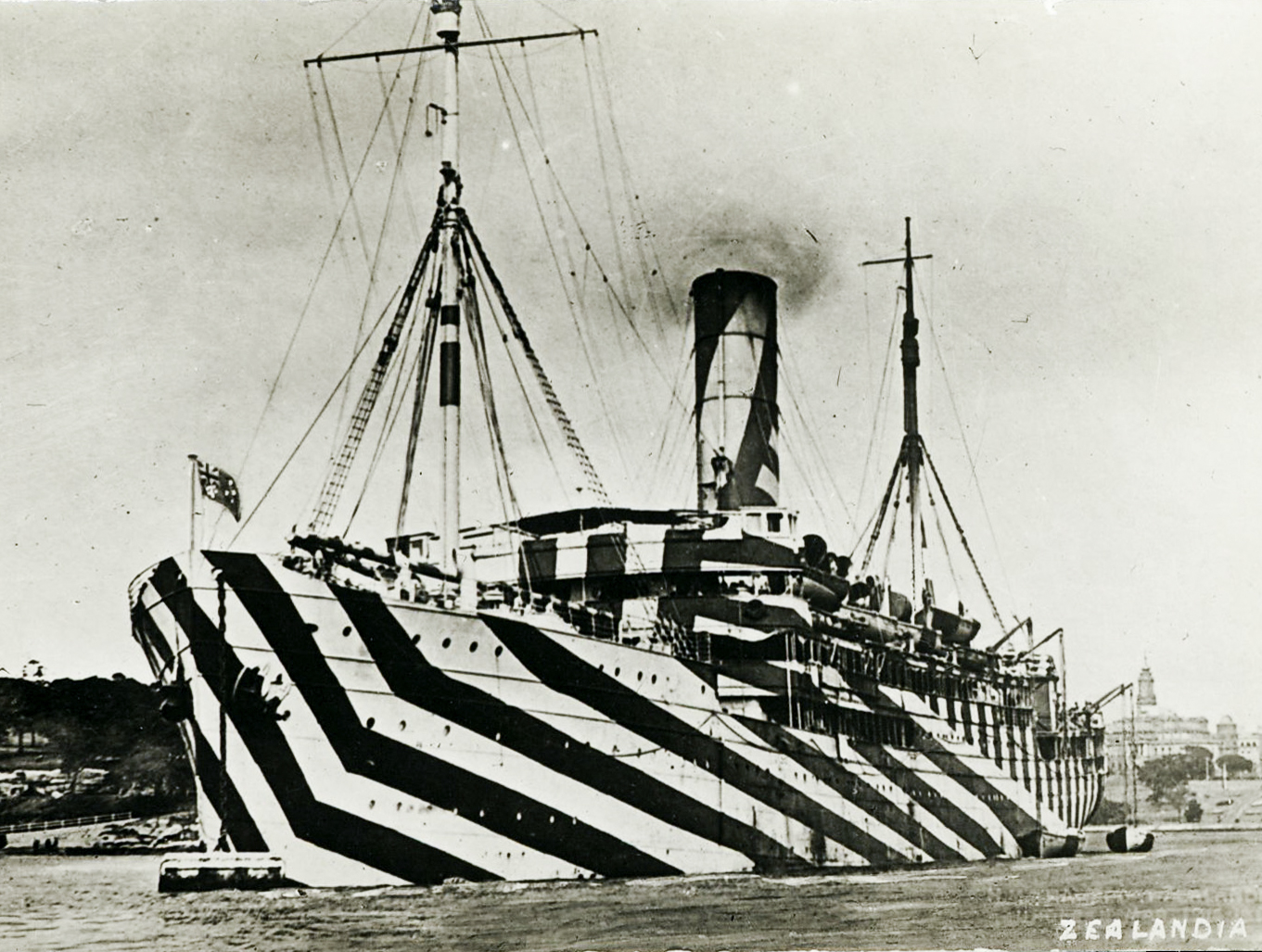
El SS Zelandia pintado con camuflaje disruptivo

A mediados de 1941, el Zealandia llevó el cuerpo principal de la 8.ª División, sus provisiones y equipos a Singapur. 
Después de varios otros viajes relacionados con la guerra, en noviembre de 1941, el Zealandia visitó varios puertos australianos en ruta a Singapur. Una disputa laboral que involucró a algunos miembros de la tripulación hizo que el Zealandia y el HMAS Sydney se retrasaran en salir de Fremantle, desde donde el Sydney escoltó a Zealandia hasta el estrecho de Sunda . La tripulación del Zealandia fue el último personal aliado conocido que vio el HMAS Sydney , que fue hundido por el crucero auxiliar alemán Kormoran.
El Zealandia también llevó otro destacamento de la 8.ª División australiana, el 2/40 batallón, a Timor, partiendo de Darwin con 957 soldados la mañana del 10 de diciembre de 1941 escoltados por el HMAS Westralia con otros 445 soldados que llegaron a Kupang el 12 de diciembre. 
El 20 de diciembre, el barco partió de Darwin con 207 mujeres y 357 niños como el primero de varios barcos para evacuar civiles de Darwin al sur de Australia. 
En Sídney, el barco fue equipado con material para proteger sus tanques de petróleo en caso de un ataque. El 23 de enero partió de Sídney, transportando una compañía antitanque y su equipo a Darwin, donde llegó el 6 de febrero.

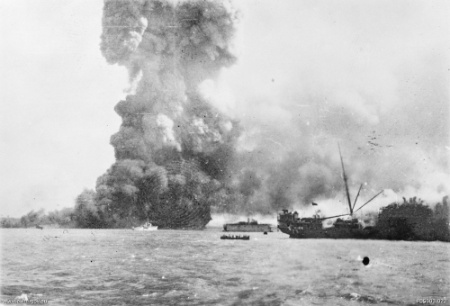
El SS Zelandia ardiendo (barco a la derecha de la imagen)

## Hundimiento
Artículo principal: Bombardeo de Darwin
En los ataques aéreos del 19 de febrero de 1942 sobre Darwin varias bombas cayeron cerca del Zealandia, luego una cayó por una escotilla y explotó en una bodega, provocando un grave incendio. Los aviones japoneses también atacaron al Zealandia con cañones y ametralladoras. La munición en una bodega comenzó a explotar y las bombas contra incendios del barco fueron inutilizadas por otra bomba. Se dio la orden de abandonar el barco.
Dos miembros de la tripulación murieron a causa de las heridas sufridas en el ataque. 142 miembros de la tripulación sobrevivieron.
El barco fue desguazado parcialmente en 1960. 
Los restos del SS Zelandia se encuentra en el puerto de Darwin en la Coordenadas : 12°29.00′S 130°51.05′E a una profundidad de 19 metros] los restos del naufragio son un sitio de buceo.